# 1918 en bande dessinée
| Années de la bande dessinée : 1915 - 1916 - 1917 - 1918 - 1919 - 1920 - 1921    |
| Décennies de la bande dessinée : 1880 - 1890 - 1900 - 1910 - 1920 - 1930 - 1940 |

Cet article présente les faits marquants de l'année 1918 en bande dessinée.

## Évènements

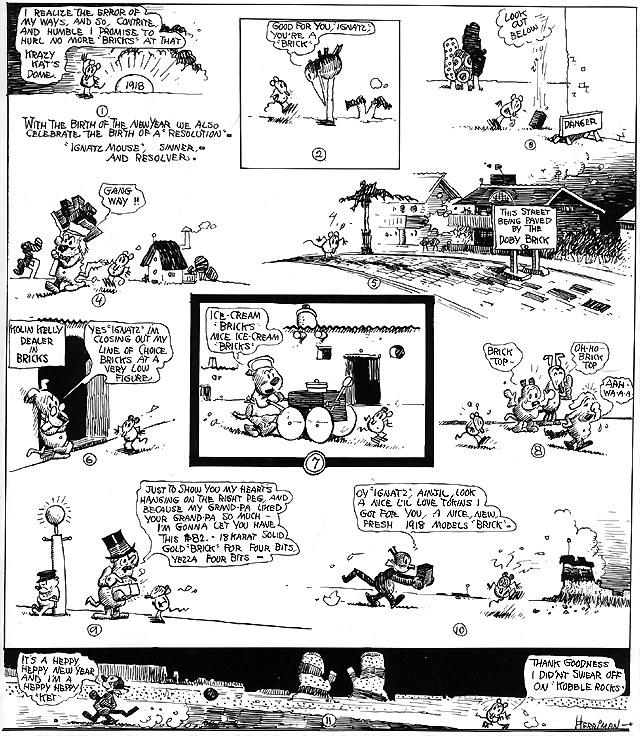
Krazy Kat, planche publiée le 6 janvier

- Première apparition des personnages du comic strip Gasoline Alley de Frank King

## Nouveaux albums
Voir aussi : Albums de bande dessinée sortis en 1918
| Sortie | Titre               | Scénariste | Dessinateur    | Coloriste | Éditeur            |
| ------ | ------------------- | ---------- | -------------- | --------- | ------------------ |
| ?      | Bécassine mobilisée | Caumery    | Joseph Pinchon |           | Gautier-Languereau |
| ?      | …                   |            |                |           |                    |

## Naissances
- 2 juin : Ruth Atkinson, auteure de comics († 1er juin 1997).
- 12 juin : Toni Blum, scénariste de comics
- 11 juillet : Roy Gerald Krenkel († 24 février 1983).
- 9 août : Irwin Hasen, auteur de comics († 13 mars 2015).
- 28 août : L. B. Cole, auteur de comics († 5 décembre 1995).
- 18 novembre : Nadir Quinto (it)
- 30 novembre : John Rosenberger († 24 janvier 1977).
- 21 décembre : Frank Hampson, dessinateur anglais (Dan Dare, Pilote du futur) († 8 juillet 1985).
- Naissances d'Ogden Whitney et Dave Pascal.